# لهجة كردية غورانية
اللهجة الكردية الغورانية هي إحدى اللهجات التي يتكلمها الأكراد خصوصاً في منطقة جبال هورامان بين العراق وإيران.
وتنتشر في مدن مثل مريوان في إيران وحلبجة وكركوك وبردرش في العراق.

## أنظٍر
- لغات العراق
- لغات إيران